# Momoko Okazaki

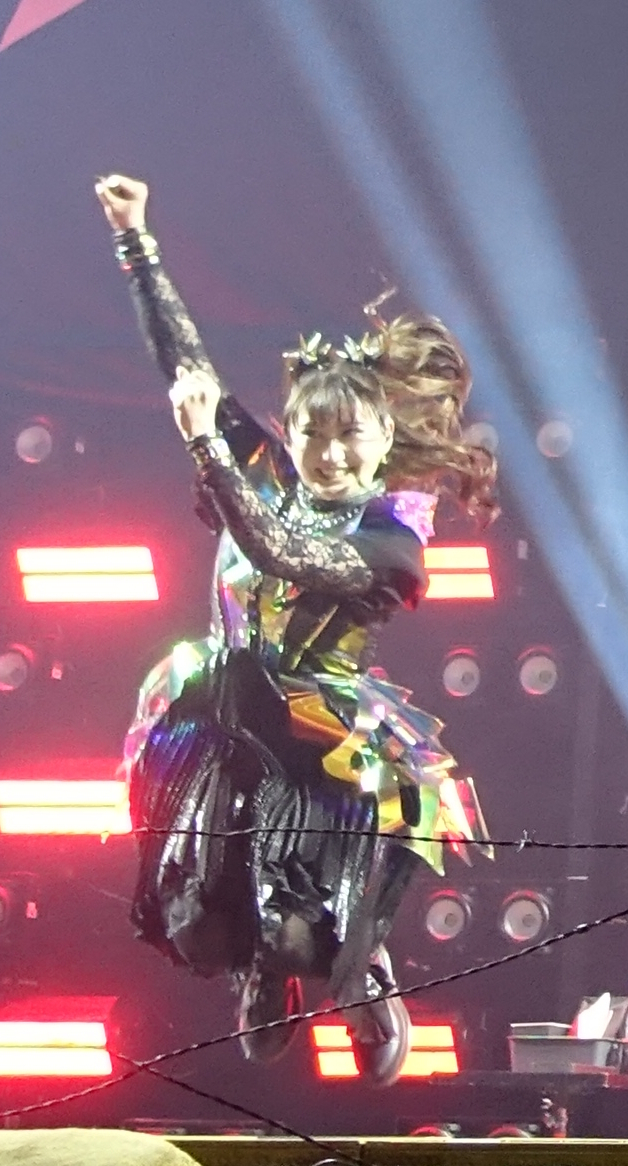
Momoko Okazaki während eines Konzertes mit Babymetal in Paris, Frankreich, 2023.

Momoko Okazaki (岡崎百々子 Okazaki Momoko, * am 3. März 2003 in der Präfektur Fukuoka) ist ein japanisches Idol und Tänzerin.
Zwischen 2015 und 2018 war sie Teil der Idol-Gruppe Sakura Gakuin und 2019 zunächst als eine von drei Tänzerinnen für Babymetal aktiv, bevor sie im April 2023 festes Mitglied der Kawaii-Metal-Gruppe wurde.

## Leben und Karriere
Momoko Okazaki wurde als zweites Kind des Komikers Hanamaru Hakata in der Präfektur Fukuoka geboren. Ihre Familie zog in die Präfektur Kanagawa, als sie drei Jahre alt war.
Im Mai des Jahres 2015 begann Okazaki im Alter von zwölf Jahren ihre musikalische Karriere als Mitglied der Idol-Gruppe Sakura Gakuin, der sie bis zu ihrem Ausstieg im Jahr 2018 angehörte. Ihren Ausstieg gab sie bekannt, um außerhalb Japans Englisch lernen zu können. Okazaki spielte im Musical zum Manga-Franchise Black Butler den Charakter der Elizabeth Midford. Das Musical, das den Inhalt der Mangabände 11 bis 14 adaptiert, wurde zwischen dem 31. Dezember 2017 und dem 14. Januar 2018 in Tokio und Kōbe aufgeführt. Auch hatte Okazaki im Dezember 2017 einen Fernsehauftritt in der Serie Saki Achiga-hen episode of side-A, die den Manga Saki adaptiert.
Im Jahr 2019 wurde Okazaki als eine von drei Tänzerinnen bei Babymetal vorgestellt, die das aus Suzuka Nakamoto und Moa Kikuchi bestehende Duo nach dem Austritt von Gründungsmitglied Yui Mizuno abwechselnd bei ihren Choreografien unterstützen. Ihr erstes Konzert mit Babymetal hatte Okazaki im Rahmen des Slippa Festival 2019 auf Taiwan. Auch war sie in den Musikvideos zu den Liedern Da Da Dance und Light and Darkness zu sehen. Nachdem Babymetal im August 2021 eine musikalische Auszeit angekündigt hatten, nahm Okazaki an der südkoreanischen Survival-Castingshow Girls Planet 999 teil. Die Gewinner der Show bildeten später die Idol-Gruppe Kep1er.
Am 1. April 2023 verkündeten Babymetal während ihres Konzertes in der Pia Arena MM in Yokohama, dass Okazaki offiziell als neues Mitglied in die Gruppe aufgenommen wurde und unter dem Bühnennamen Momometal agieren werde.

## Diskografie

### Mit Sakura Gakuin
- 2016: Sakura Gakuin 2015 Nendo: Kirameki no Kakera (Album)
- 2017: Sakura Gakuin 2016 Nendo: Yakusoku (Album)
- 2018: Sakura Gakuin 2017 Nendo: My Road (Album)